# Ball de nyacres
El ball de nyacres és un ball cantat amb text improvisat, semblant a les corrandes, les patacades, les farandoles i les tiranes. És tradicional i originari de la comarca de l'Empordà.
Les nyacres tenen una melodia senzilla, sense gran exigència vocal, i tenen una part d'interpretació col·lectiva. L'estructura és una quarteta heptasil·làbica amb rima obligada dels versos parells, de la qual es repeteix el tercer vers cantat per tots els assistents, seguida d'una tornada taral·lejada sense text. La repetició del tercer vers, sobre l'acord de dominant, resulta bastant adequada als nous usos de la cançó improvisada i participativa, ja que allarga la tensió que resol el vers final.
El nom del ball de nyacres prové de l'instrument idiòfon que acompanya el ball, a tall de castanyoles, fet amb closques de nyacra o petxina. Segons el folklorista i etnòleg Joan Amades, el seu origen és incert i té reminiscències, juntament amb el ball de confits, d'antigues cerimònies pesqueres precristianes dedicades a les divinitats del mar i de la pesca. Originàriament i durant l'època medieval i moderna es ballava a la platja de la vila, al voltant de les barques, per demanar a Déu que les barques arribessin amb una càrrega de peix ben abundosa. Acabaven el ball llançant una nyacra al mar, ritus amb el qual imploraven nova abundor per a l'endemà. Es té constància que als anys vint i trenta del segle xx, es representava a Castelló d'Empúries, durant el Carnestoltes, a la plaça dels Homes. L'Esbart dansaire castelloní el va recuperar als anys setanta del segle xx. A Roses, on també està documentat que s'hi havia ballat, es va recuperar el 1997, i des de llavors es balla el dia 15 d'agost a la plaça amb motiu de la festa major. I a l'Escala es va reintroduir el 2017, i es balla pels volts del 15 de setembre per la festa de la sal.
Dins el moviment de recuperació de la glosa i la cançó improvisada tradicional, s'organitzen trobades de cantadors de nyacres, com la Trobada de Cantadors d'Espolla, en què el guanyador o guanyadora és coronat com a rei de les nyacres, després de passar diverses proves en què els participants han d'improvisar sobre els temes proposats,